# Bilal Moumen
Billel Moumen (in بلال مؤمن) là một cầu thủ bóng đá người Pháp-Algérie, sinh ngày 28 tháng 8 năm 1996 tại Bourgoin-Jallieu, Pháp. Anh hiện đang thi đấu ở vị trí Tiền vệ phòng ngự cho câu lạc bộ Football Club Bourgoin-Jallieu.